# Салиховский сельсовет
Салиховский сельсовет —  упразднённое муниципальное образование в Ишимбайском районе Башкортостана. В соответствие «Законом о границах, статусе и административных центрах муниципальных образований в Республике Башкортостан» имел статус сельского поселения. Объединён с сельским поселением Урман-Бишкадакский сельсовет. Административный центр —  село Салихово. Также в состав сельсовета входили деревни Аптиково, Богдановка, Козловский и Новоивановка. Кроме того, до 1987 года в состав сельсовета входил посёлок Михайло-Архангельский.
Упразднён 18 ноября 2008 года, а село Салихово и деревни Аптиково, Богдановка, Козловский и Новоивановка вошли в состав Урман-Бишкадакского сельсовета, с административным центром в селе Урман-Бишкадак.
Текст закона РБ
25.г) объединить Урман-Бишкадакский и Салиховский сельсоветы с сохранением наименования «Урман-Бишкадакский» с административным центром в селе Урман-Бишкадак.
Включить село Салихово, деревни Аптиково, Богдановка, Козловский, Новоивановка Салиховского сельсовета в состав Урман-Бишкадакского сельсовета.
Утвердить границы Урман-Бишкадакского сельсовета согласно представленной схематической карте.

Исключить из учетных данных Салиховский сельсовет;